# Малява (Ряшівський повіт)
Малява (пол. Malawa) — розташоване на Закерзонні село в Польщі, у гміні Красне Ряшівського повіту Підкарпатського воєводства.
Населення — 3171 особа (2011).

## Історія
Село згадується в 1450 р. як власність Яна Пілецького.
За податковим реєстром 1589 р. як власність Ліґензів село входило до Перемишльської землі Руського воєводства, у селі було 20 і 3/4 лану (коло 500 га) оброблюваної землі, 2 корчми, млин, 10 загородників, 12 коморників без тяглової худоби.
У 1772—1918 рр. село входило до Австрійської імперії. На той час унаслідок півтисячоліття латинізації та полонізації українці лівобережного Надсяння опинилися в меншості. Українці-грекокатолики належали до парафії Залісє Каньчузького деканату Перемишльської єпархії). Востаннє вони фіксуються в селі в шематизмі 1849 р. і в наступному шематизмі (1868 р.) згадка про Маляву вже відсутня.
Відповідно до «Географічного словника Королівства Польського» в 1884 р. Малява знаходилась у Ланцутському повіті Королівства Галичини і Володимирії, було 1457 мешканців, переважно — римо-католики, крім 23 юдеїв.
У міжвоєнний період село входило до ґміни Слоцина Ряшівського повіту Львівського воєводства.
У 1975-1998 роках село належало до Ряшівського воєводства.

## Демографія
Демографічна структура станом на 31 березня 2011 року:
|          | Загалом | Допрацездатний вік | Працездатний вік | Постпрацездатний вік |
| -------- | ------- | ------------------ | ---------------- | -------------------- |
| Чоловіки | 1578    | 365                | 1066             | 147                  |
| Жінки    | 1593    | 330                | 939              | 324                  |
| Разом    | 3171    | 695                | 2005             | 471                  |